# 個人崇拝

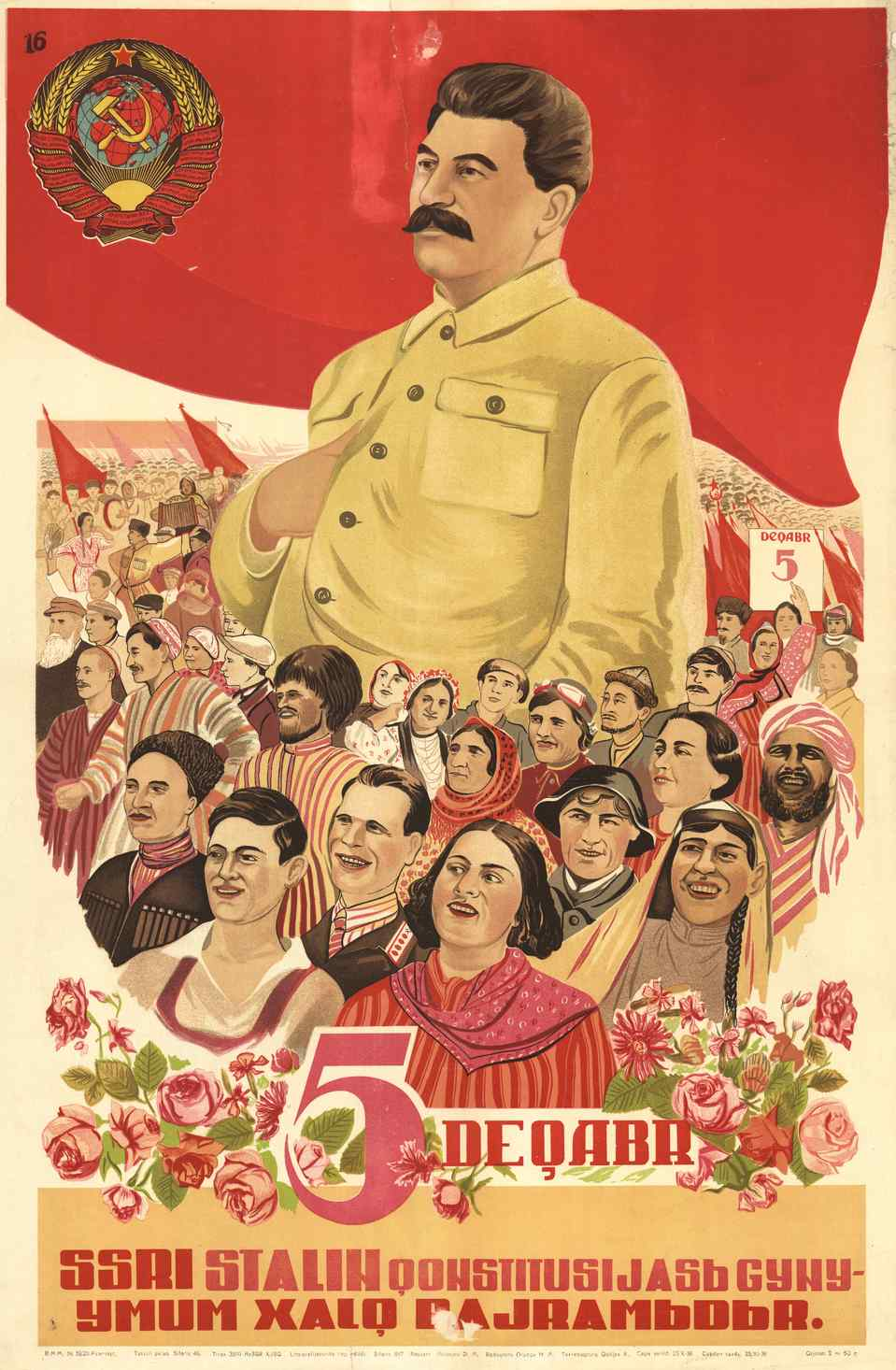
スターリンの個人崇拝

個人崇拝（こじんすうはい、英: Cult of personality）とは、個人を崇拝の対象に据える政治的行為、またはその様式である。

## 定義
ソビエト連邦指導者ニキータ・フルシチョフが1956年に「個人崇拝とその諸結果について」（ロシア語: О культе личности и его последствиях）と題された秘密演説で前指導者ヨシフ・スターリンの政治体制をこう定義したことで広く知られるようになった。

## 共産主義の個人崇拝
一般的に革命を経験した体制下で起こりやすく、とりわけ共産主義が権力を握った国々では、スターリンを手本にしたことから、顕著に見られる。共産主義の創始者であるカール・マルクスは生前に自身への「個人崇拝」を戒めており、政治的な意味合いで初めてこの言葉を使用した。ソ連外の共産主義国・共産主義政党には特にコミンテルンを通じて拡散され、中国の毛沢東、フランス共産党のトレーズ、北朝鮮の金日成・金正日・金正恩（北朝鮮の個人崇拝）、ルーマニアのニコラエ・チャウシェスクなどのスターリン自身が建国・創設を支援した国や団体、トルクメニスタンのサパルムラト・ニヤゾフなど旧ソ連構成国、イラクのサッダーム・フセイン、シリアのハーフィズ・アル＝アサド、バッシャール・アル＝アサド、リビアのムアンマル・アル＝カッザーフィーなどのアラブ社会主義を掲げた国々の指導者、ドミニカ共和国のラファエル・トルヒーヨを始めとするカリブ海域の国の指導者などが代表的事例とされる。第三世界におけるカリスマ的指導者や民族主義運動指導者たちへの英雄崇拝、ファシズム運動における指導者原理にも指導者崇拝の様式が見られる。ファシズム運動では、イタリアのベニート・ムッソリーニ、ドイツのアドルフ・ヒトラー、スペインのホセ・アントニオ・プリモ・デ・リベラ、フランシスコ・フランコ、ルーマニアのコルネリウ・コドレアヌなどが代表的事例である。
1956年のソ連のフルシチョフによるスターリン批判は、党と国家との癒着、党内民主主義や官僚制の問題などの議論を回避し、もっぱらスターリン個人の粗暴な人格に責任を向けたものであり、大粛清の原因も個人崇拝の蔓延にのみ原因を求めた。このように個人崇拝批判は、制度や体制の問題を個人の責任にすり替えがちであるとされる。スターリンの死後もブレジネフ体制やウラジーミル・プーチン政権などソ連・ロシア史の長期政権でスターリンを模倣したと思われる個人崇拝が見られる。中国では文化大革命という悲惨な結末を引き起こした反省と集団指導を重視する立場から鄧小平は指導者への個人崇拝を厳しく禁じたが、習近平体制になってから個人崇拝が復活傾向にある。
スターリン主義を否定した新左翼も、ひとまわりして個人崇拝に至ることがある。